# Градус Цельсія
Градус Цельсія — одиниця вимірювання температури за шкалою Цельсія. Для позначення одиниці застосовується символ °C. Широко використовується в побуті та медицині.
Градус Цельсія названий на честь шведського вченого Андерса Цельсія, який запропонував в 1742 році нову шкалу для вимірювання температури. За нуль за шкалою Цельсія прийнята температура плавлення льоду (та замерзання води), а за 100 градусів — температура кипіння води (та конденсації пари) за нормального атмосферному тиску. Початково Цельсій за 100 градусів взяв температуру танення льоду, а за 0 — температуру кипіння води. І лише згодом його земляк М. Штремер «перевернув» цю шкалу.
Ця шкала є лінійною в інтервалі 0—100 °C і лінійно продовжується в області нижче 0 °C та вище 100 °C.

## Історія
1665 року нідерландський фізик Християн Гюйгенс та англійський фізик Роберт Гук вперше запропонували використовувати як точки відліку температурної шкали температури танення льоду та кипіння води.

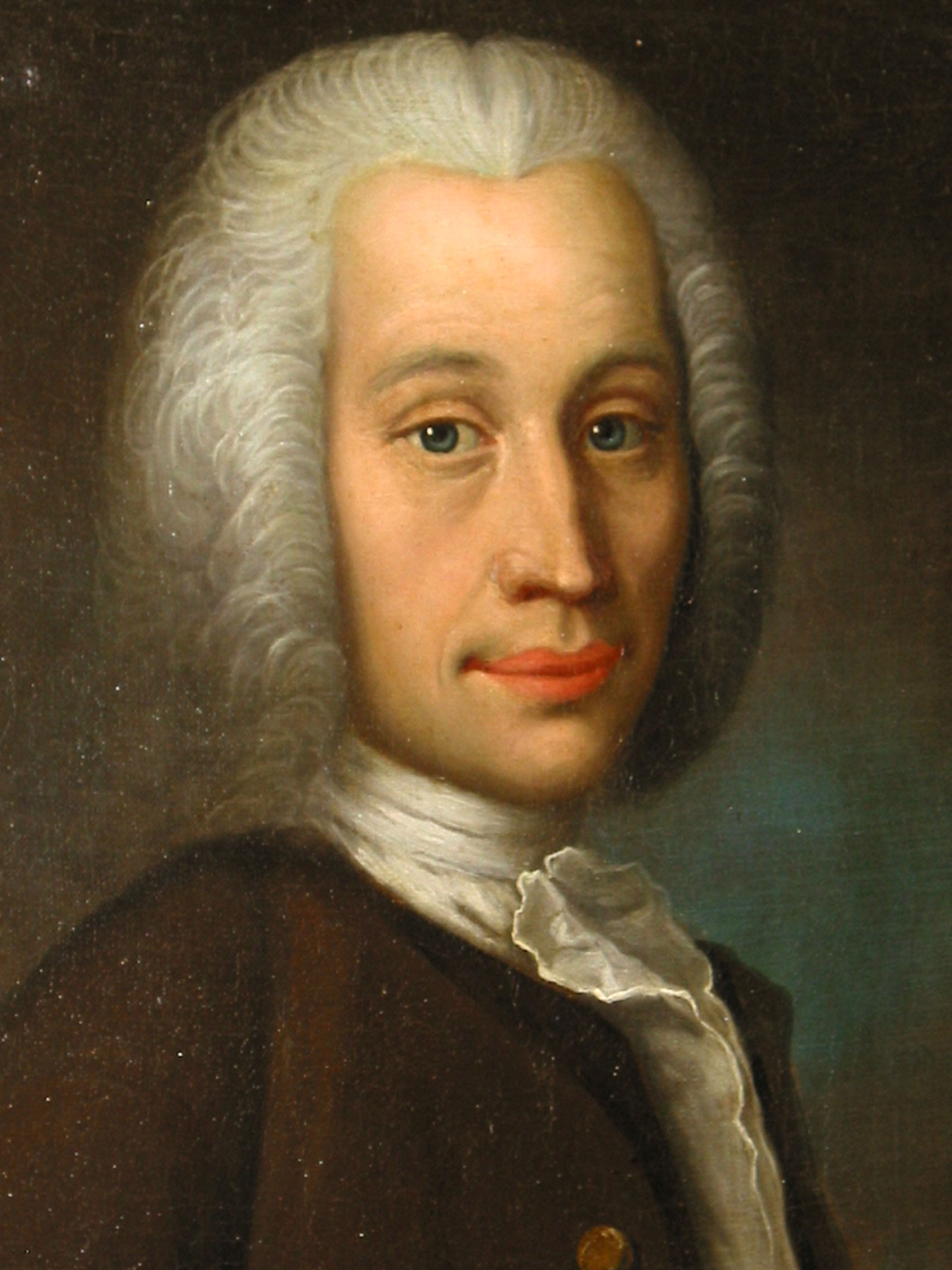
Портрет Андерса Цельсія. XVIII століття. Автор О. Ареніус (Olof Arenius).

У 1742 році шведський астроном, геолог та метеоролог Андерс Цельсій (1701—1744) на підставі цієї ідеї розробив нову температурну шкалу. Початково на ній за 100 °C була прийнята температура замерзання води та плавлення льоду, а за 0 °C — температура кипіння та конденсації води. Пізніше, вже після смерті Цельсія, його сучасники та співвітчизники Карл Лінней та Мортен Штремер використовували цю шкалу у перевернутому вигляді (0 °C — точка замерзання води, 100 °C — точка кипіння води). Саме в такому вигляді систему було прийнято.
За одними даними, Цельсій сам перевернув шкалу за порадою М. Штремера. За іншими даними, шкалу перевернув Карл Лінней 1745 року. А за третіми — шкалу перевернув наступник Цельсія Мортен Штремер, і у XVIII сторіччі такий термометр був широко розповсюджений під назвою «шведський термометр», а власне у Швеції — під іменем Штремера, але найвідоміший шведський хімік Єнс Якоб Берце́ліус у своєму «Посібнику з хімії» назвав шкалу «Цельсієвою» і з того часу стоградусна шкала стала носити ім'я Андерса Цельсія.
Цельсій у своїй праці «Observations of two persistent degrees on a thermometer» розповів про власні досліди, які показали, що температура танення льоду не залежить від тиску. Він також визначив з дивовижною точністю, як температура кипіння води варіювалася (змінювалася) залежно від атмосферного тиску. Він припустив, що позначку °C можна відкалібрувати, знаючи, на якому рівні відносно моря знаходиться термометр.

## Сучасне визначення
Початкове визначення градуса Цельсія залежало від значення стандартного атмосферного тиску (температура кипіння води, як і температура плавлення льоду, залежить від тиску). Це не дуже зручно для стандартизації одиниці вимірювання. Тому після прийняття кельвіна основною одиницею вимірювання термодинамічної температури визначення градуса Цельсія було переглянуте.
За сучасним означенням, величина градуса Цельсія дорівнює одному кельвіну, а нуль шкали Цельсія встановлений таким чином, що температура потрійної точки води за шкалою Цельсія становить 0,01 °C. У підсумку, шкали Цельсія та Кельвіна зсунуті на 273,15 одиниці:
°C = K − 273,15
Температуру за шкалою Цельсія заведено позначати малою латинською літерою t, а термодинамічну температуру — великою латинською літерою T.

## Інтернет-ресурси
- Створення шкали Цельсія